# Sesepan
Sesepan is een bestuurslaag in het regentschap Tegal van de provincie Midden-Java, Indonesië. Sesepan telt 2654 inwoners (volkstelling 2010).